# Хилково (Тульская область)
Хи́лково — упразднённое село на территории Тепло-Огарёвском районе Тульской области России.
До упразднения уездно-губернского деления входило в состав Крапивенского уезда Тульской губернии.

## Топоним
Название Хилково получило от фамилии владельцев Хилковых, чьи земли находились в Тульской и Орловской губерниях. Прежние названия Болотное (по «Болотному» колодцу на краю села, ручеёк из которого впадал в Уперту) и другое Знаменское (по храму во имя Входа Господня в Иерусалим).

## География
Село располагалось на левом берегу реки Уперта.

## История
Поселение образовалось не позднее второй половины XVII века и сегодняшнее Приход состоял из самого села, сельца Суров и деревни Колычевских Выселок (Колычево).

## Население
в XVIII веке в Хилково было до 600 дворов. Впоследствии помещики расселяли крестьян по другим своим поместьям.. В 1857 году в селе насчитывалось 185 человек, а в 1915—278 человек и 35 дворов.

## Инфраструктура
Личное подсобное хозяйство с зоной сельскохозяйственного использования, индивидуальная застройка. На карте РККА 1941 года — 40 дворов
Действовала до 1917 года церковно-приходская школа